# Andrés Ferro
Andrés Enrique Ferro Peña (Caracas, Venezuela, 2 de agosto de 2001) es un futbolista venezolano que juega como defensa en el Metropolitanos FC de la Primera División de Venezuela.

## Trayectoria

### Metropolitanos
Ferro es un jugador formado por Metropolitanos. Debutó oficialmente con este club en un partido de Primera División de Venezuela contra Deportivo Anzoátegui el 4 de agosto de 2018, dos días después de cumplir 18 años. Hizo un total de tres apariciones en esa temporada.
Ferro consiguió su gran avance en la temporada 2019, donde se consagró como un jugador clave en el equipo, haciendo 21 apariciones durante el año. Durante enero y febrero de 2020, Ferro hizo tres apariciones, antes de sufrir una fractura en el pie derecho y estuvo de baja cinco semanas. Hizo un total de 16 apariciones en la temporada 2020.
En la temporada 2021, Ferro fue uno de los jugadores con los que más minutos jugó durante la temporada, 1.168 minutos en 22 partidos.
En la temporada 2022, se coronó campeón de la Liga Futve por primera vez en la corta historia del equipo violeta, Andrés fue fundamental en la defensa central participando en más de 30 partidos y marcando un gol.

### Central Córdoba
En julio de 2023, se convirtió en refuerzo de Central Córdoba, a préstamo y firmó contrato por un año, sin opción a compra.

## Selección nacional
Con la selección de fútbol sub-23 de Venezuela, participó en el Torneo Maurice Revello de 2022, donde consiguieron el subcampeonato ante la anfitriona Francia. En este torneo amistoso, Ferro recibió el premio especial "Lucarne Opposee" como Mejor Jugador Revelación no Europeo.
En el Año 2023 Ferro volvería a jugar el torneo Maurice revello de toulon jugando 5 partidos y sería el capitán

## Clubes
| Club                           | País      | Año           |
| ------------------------------ | --------- | ------------- |
| Metropolitanos FC              | Venezuela | 2018 - 2024   |
| Central Córdoba (SdE) (Cedido) | Argentina | 2023-2024     |
| NK Istra 1961 (Cedido)         | Croacia   | 2024          |
| Metropolitanos FC              | Venezuela | 2025-presente |

## Vida personal
Nació y se crio en la ciudad de Caracas, Venezuela. Ferro tiene ascendencia italiana por parte de su padre, pero es venezolano.